# Rolando Pušnik
Rolando Pušnik, född 13 december 1961 i Celje, SFR Jugoslavien (nu Slovenien), är en slovensk tidigare handbollsmålvakt, som tävlade för Jugoslaviens och Sloveniens landslag.
Han tog OS-brons i herrarnas turnering i samband med de olympiska handbollstävlingarna 1988 i Seoul.